# Чагарниця жовтокрила
Чагарни́ця жовтокрила (Trochalopteron elliotii) — вид горобцеподібних птахів родини Leiothrichidae.

## Поширення і екологія
Жовтокрилі чагарниці мешкають в центральному і південно-західному Китаї, а також на півночі індійського штату Аруначал-Прадеш. Вони живуть у вологих гірських тропічних і субтропічних лісах і чагарникових заростях, на полях і в садах. Зустрічаються на висоті від 1000 до 4200 м над рівнем моря.